# Waco Aircraft Company
Die Waco Aircraft Company war ein in Troy in Ohio ansässiger Flugzeughersteller, der zwischen 1919 und 1947 vor allem zivile Doppeldecker-Flugzeuge produzierte. In den 28 Jahren seines Bestehens produzierte das Unternehmen unter verschiedenen Namen 62 unterschiedliche Baumuster.

## Geschichte

### DBJ Aeroplane Company
Noch vor Ende des Ersten Weltkriegs, während ihrer Zeit bei Curtiss in Buffalo, befassten sich die Freunde Clayton J. Brukner, Elwood „Sam“ Junkin, Harold C. Deuther, Charles W. Meyers und George E. „Buck“ Weaver mit der Entwicklung eines einsitzigen Flugboots. Mit Ende des Krieges stand Curtiss vor dem wirtschaftlichen Ruin. Während Brukner, Junkin und Deuther in Buffalo blieben, um das Flugboot fertigzustellen, gingen Meyers und Weaver nach Lorain (Ohio). Beide gründeten dort auf dem Woodruff Field die Ohio Aviation School und luden die drei anderen ein ihnen zu folgen. Deuther, Brukner und Junkin  brachten dann im August 1919 ihr fertiggestelltes Flugboot nach Lorain, um es dort weiter zu erproben. Wahrscheinlich gelang es jedoch nicht das Flugboot aus dem Wasser abheben zu lassen. Im August mieteten die drei dort einen großen Raum, wo sie zwei neue Flugzeuge konstruierten und die Firma DBJ Aeroplane Company gründeten. Der erste Entwurf war die DBJ Scout, ein kleiner einsitziger Doppeldecker mit einem 15-PS-Motor. Die Scout konnte erfolgreich geflogen werden, erlitt jedoch bei einem Unfall so starke Beschädigungen, dass sie nicht wieder aufgebaut wurde. Der zweite Entwurf war ein etwas größeres zweisitziges Flugboot, das, wie der erste Flugbootentwurf ebenfalls nicht in der Lage war vom Wasser abzuheben. Ein drittes Baumuster konnte aus finanziellen Gründen nicht fertiggestellt werden. Danach schlossen sich die drei DBJ-Gründer wieder Meyers und Weaver an, um mit den Erlösen des barnstorming wieder Flugzeuge bauen zu können.

### Weaver Aircraft Company
Im November 1919 wurde das Vermögen der DBJ Aeroplane Company in das neue Unternehmen Weaver Aircaft Company überführt. Der Standort war weiter Lorain in Ohio. Die erste Konstruktion erhielt den Namen Cootie und war ein Hochdecker mit einem 28-PS-Triebwerk. Im Februar 1920 flog Buck Weaver die Cootie zum ersten Mal. Bei der Landung wurde Weaver verletzt und das Flugzeug stark beschädigt. Daraufhin begann im April 1920 der Bau eines zweiten Exemplars der Cootie, diesmal als Doppeldecker. Zwar zeigte das Flugzeug gute Flugeigenschaften, ein Käufer konnte für die Maschine jedoch nicht gefunden werden.
Der September 1920, als das Unternehmen an die Börse ging, wird als offizieller Start von WACO angesehen. Im April 1921 verließ Weaver Lorain, um für seinen Freund Emil Laird in Wichita (Kansas) Arbeiten an dem neuen Swallow-Doppeldecker zu übernehmen. Im gleichen Jahr verkaufte Deuther seine Anteile und verließ das Unternehmen. Junkin entwarf mit der Waco Model 4 ein neues Doppeldecker-Modell, das im Dezember 1921 fertiggestellt war. Nach sehr guten Erprobungsbeurteilungen der Waco 4, entschied sich Weaver Ende Dezember 1921 wieder zu „seinem“ Unternehmen zurückzukehren.

### Advance Aircraft Company

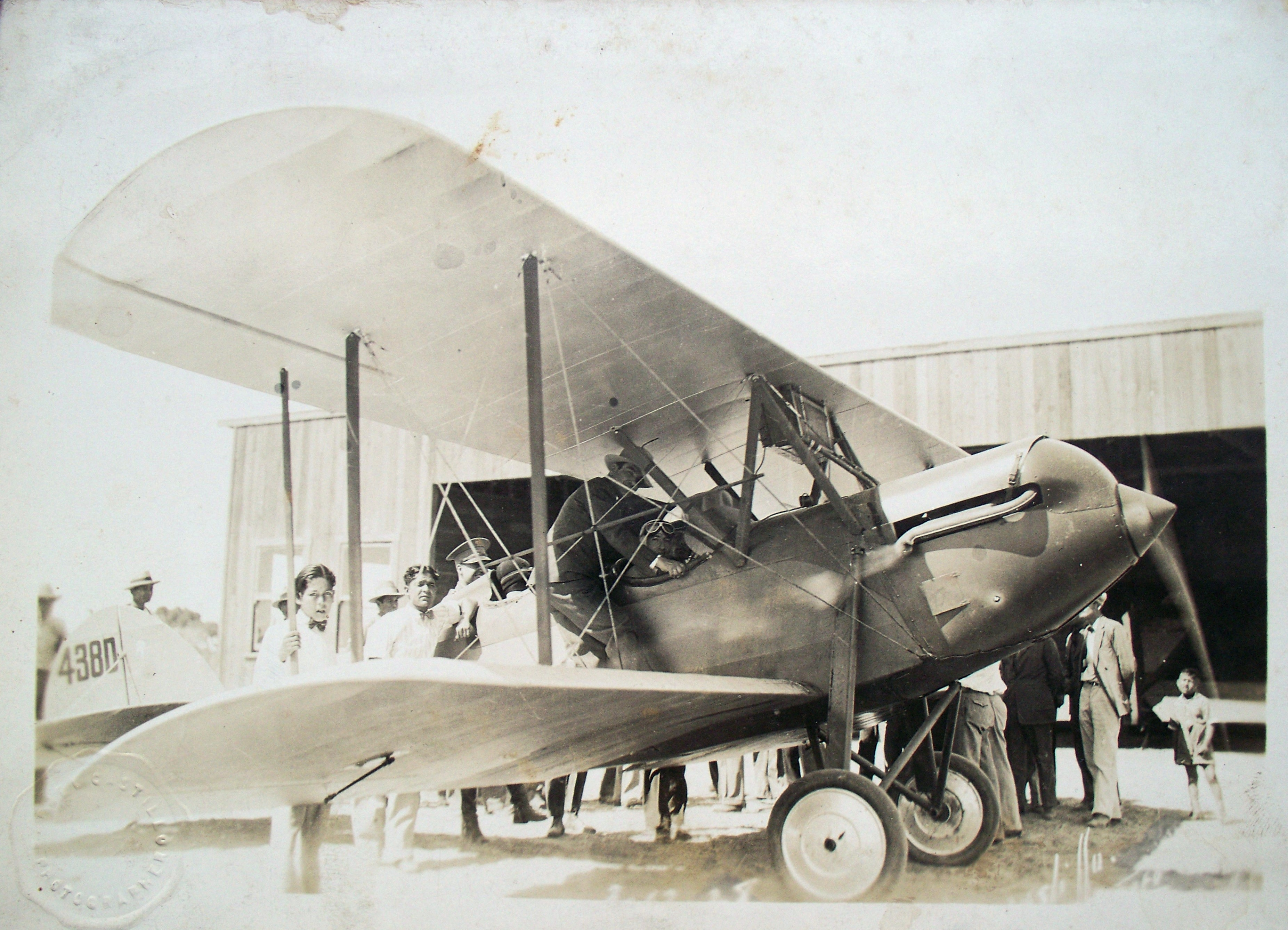
Waco 10, das am meisten produzierte Waco-Muster

Im April 1922 zieht die Weaver Aircraft Company nach Medina (Ohio) um. Hier werden einige Curtiss JN-4 (Canuck) mit neuen Tragflächen ausgestattet, die danach die Bezeichnung Waco Model 5 erhielten. Insgesamt blieb jedoch die Auftragslage schlecht, sodass sich Weaver im Dezember 1922 entschloss, das Unternehmen zu verlassen und als Pilot zu arbeiten. Im Frühjahr kann Brukner den Geschäftsmann Alden Sampson überzeugen die Mittel zur Übernahme eines weiteren Unternehmens zu investieren. Sampson stimmte zu für 5000 US-Dollar sämtliche Anlagegüter aufzukaufen, wofür ihm Brukner versprach seinen Sohn Alden Sampson II. in der Firma anzustellen. Als Name für das neue Unternehmen vereinbarte man Advance Aircraft Company. Junkin entschied, dass auch weiterhin die Bezeichnung WACO auf den Flugzeugen erscheinen soll.
Um näher am Zentrum der US-amerikanischen Luftfahrtindustrie zu sein, zog das Unternehmen dann im März 1923 nach Troy (Ohio) in der Nähe von Dayton. Im gleichen Monat ging sämtliches Vermögen an die Advance Aircraft Company über und die Weaver Aircraft Company wurde im Dezember 1923 gelöscht. George Weaver starb im Juli 1924 nach längerer Krankheit in Chicago. Seine Witwe heiratete dann Elwood Junkin. Bis dahin waren mit der Waco Model 7 und Model 8 auch zwei neue Baumuster entwickelt worden. 12 Exemplare des Modells 7 konnten verkauft werden, aber lediglich eine Model 8 (ein achtsitziger Kabinendoppeldecker) fand einen Käufer. Am 7. Juli 1925 kauften Brukner und Junkin Alden Sampson aus dem Unternehmen, was die beiden zu den Haupteigentümern von Advance Aircraft machte.
Junkin begann Mitte 1925 mit den Arbeiten an einem neuen Baumuster, der Waco 9. Die Waco 9 war der erste kommerzielle Erfolg und das erste Baumuster, das eine Musterzulassung (ATC #11) erhielt. Zwischen 1925 und 1927 konnten etwa 280 Waco 9 verkauft werden. Im Jahr 1927 ging die Waco 10 in die Serienfertigung, die mit 1623 Stück zum meistproduzierten Waco-Flugzeug wurde.

### Waco Aircraft Company

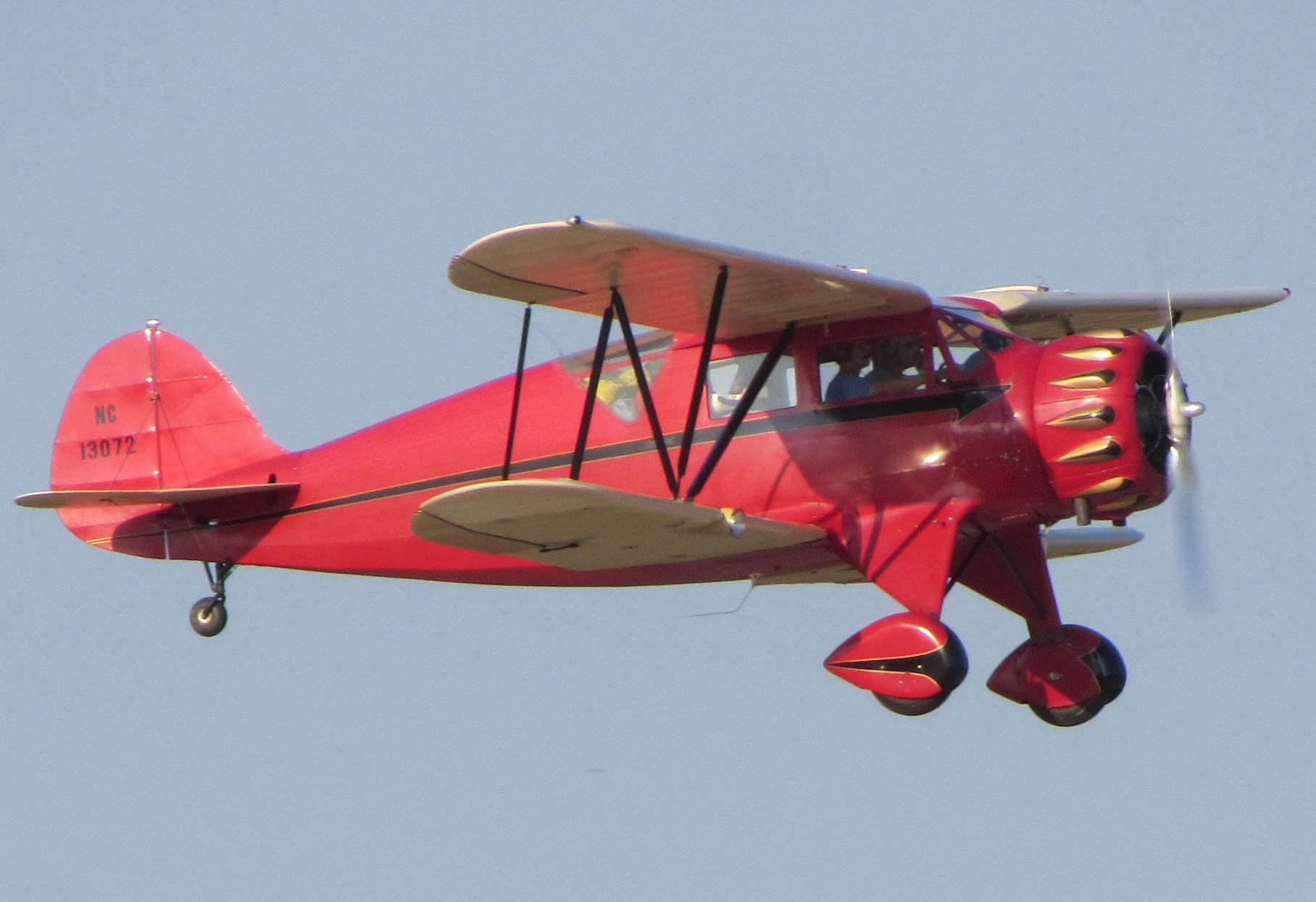
Kabinendoppeldecker Waco UIC (Waco C)

1928 baute die Advance Aircraft Company in Troy drei vollständig neue Fabrikationsanlagen, jede 18 m breit und 98 m lang. Da auch nach Auflösung der Weaver Aircraft Company die Flugzeuge weiterhin als Wacos vermarktet wurden, änderte Brukner im Juni 1929 auch den Namen des Unternehmens in Waco Aircraft Company. Auch nach dem Börsencrash im Oktober 1929 gelang es Waco einen Markt für seine Produkte zu finden. Dies war als erstes die Waco F, die 1930 erschien und in vielen Motorvarianten hergestellt wurde. Waco entwarf 1931 mit der Waco NAZ auch einen Schulgleiter, ähnlich der deutschen Grunau 9. Im gleichen Jahr entstand der erste Kabinen-Doppeldecker, die Waco QDC. Das Model F erfuhr zwischen 1932 und 1937 einige Verbesserungen, was zu den Bezeichnungen F-2 (1932), F-3 (1933), F-5 (1935) und F-7 (1937 oder 1939?) führte. Ein neuer offener Doppeldecker mit nebeneinander liegenden Sitzen wurde 1932 mit der Waco A vorgestellt. Neue Kabinendoppeldecker erschienen 1935 (Waco C) und 1937 (Waco N). Letztere hatte erstmals bei Waco ein Bugradfahrwerk.

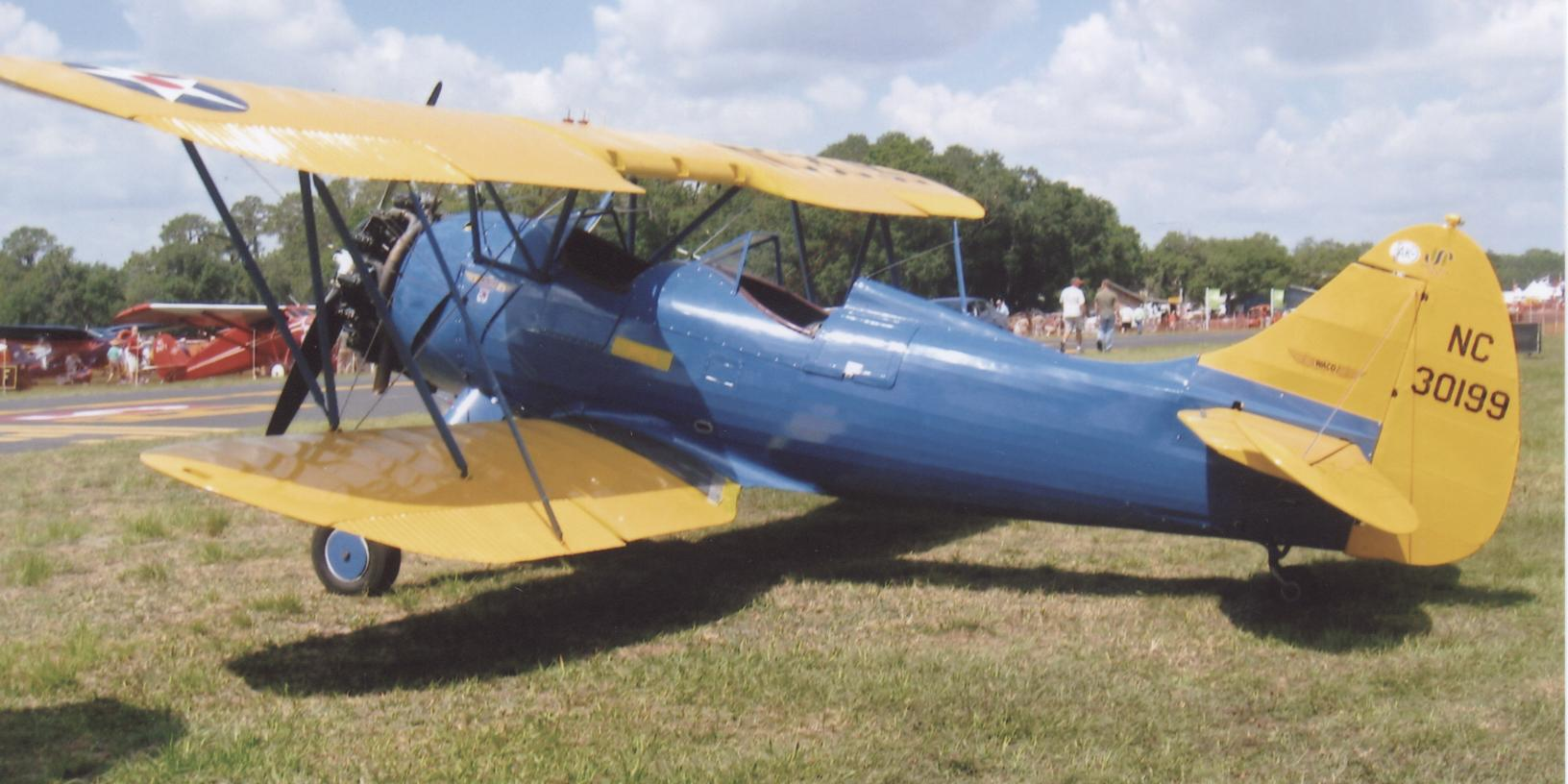
UPF-7 in den Farben des Civilian Pilot Training Programs

Während des Zweiten Weltkriegs verkaufte Waco über 600 Exemplare der UPF-7 an das USAAC, das den Doppeldecker als Schulflugzeug (Waco PT-14) und für das Civilian Pilot Training Program (CPTP) einsetzte. Daneben waren es vor allem Lastensegler, die die Produktionskapazitäten vollständig ausnutzten. So wurden von den Mustern Waco CG-3, Waco CG-4, Waco CG-13 und Waco CG-15 nicht nur 1607 Exemplare bei Waco selbst gebaut, sondern weitere 13.403 bei anderen Unternehmen hergestellt. Nach dem Krieg wurde noch ein Exemplar der neuen Waco W hergestellt. Eine Serienfertigung kam jedoch nicht mehr zustande, da die Herstellungskosten zu hoch waren und andererseits billige ehemalige Militärflugzeuge den Markt überschwemmten.
Zwar gab es Ende der 1960er Jahre Pläne, Lizenzproduktionen von französischen (SOCATA Rallye) und italienischen (SA-202 und SF-260) Modellen aufzunehmen, doch wurden nur sehr wenige Exemplare produziert.
Inzwischen werden unter dem Namen Waco Aircraft Corporation und dem traditionellen Logo in Battle Creek Nachbauten historischer Waco-Doppeldecker gefertigt. Das Unternehmen gehört zum Firmenverbund der ebenfalls wiederbelebten Junkers Flugzeugwerke AG in Widnau.